# James Clark
James Clark (Londres, 23 de febrero de 1964) es el autor de groff y expat, y ha aportado mucho al software libre y XML. Nacido en Londres, y educado en Charterhouse y Merton College, Oxford, Clark ha vivido en Bangkok, Tailandia desde 1995, y ahora es residente permanente. Maneja una pequeña empresa llamada Centro de Software Abierto Tai, que le provee de un marco legal para su trabajo en el software libre.
James Clark trabajó como Jefe Técnico en el grupo que desarrolló XML, contribuyendo notablemente la etiqueta <empty> y el nombre XML.
Desde noviembre de 2004, ha estado trabajando para la Agencia de Promoción de la Industria del Software Tailandesa (SIPA), para promover software y estándares libres en el país.
Para GNU, escribió groff y el código para editar XML en GNU Emacs.
También forma parte del grupo de trabajo que desarrolló la Java Streaming API para XML (StAX) JSR 173 en el JCP.

## Proyectos en SIPA
- Chantra : software libre de CD para tailandés, parecido al proyecto OpenCD.  (Chantra English page)
- Suriyan : distribución GNU/Linux basada en Debian para servidores SME.  (Suriyan English page)